# イケイケ
イケイケとは調子に乗っていることを意味する言葉。イケイケドンドンとも言う。

## 戦争における行け行けドンドン式
従軍映画報道班員であった高木俊朗は戦後に著書『戦死』内で陸軍参謀「桜井徳太郎」の自ら陣頭に立つ手法が『行け行けドンドン式』と呼ばれていたとしている。

## 音楽におけるイケイケドンドン
イケイケドンドンという言葉は民謡の歌詞にも使われていたとされる。
また戦後の1960年代には『行け！行け！ドンドン』という名前がジョニー・シンバルのアルバム『ミスター・ベース・マン』内の曲『Walk Right In』の邦訳やベンチャーズの曲『Walk Right In』の邦訳に使われ、特に後者はイケイケドンドンという言葉が注目されるキッカケとなったとされる。

## ヤンキー用語におけるイケイケ
イケイケという言葉は少なくとも1980年代には「勢いが盛ん」という意味でヤンキーにも使われるようになっていた。

## イケイケファッション
1989年春頃よりは大阪などにおいて蛍光色のボディコンファッション流行し、これがイケイケファッションと呼ばれていた。1990年夏にはこのイケイケファッションの流行が東京へと拡大していった。
またこのイケイケファッションを着たギャルはイケイケギャルと呼ばれていた。
イケイケギャルの登場は1991年オープンのディスコ『ジュリアナ東京』でのお立ち台ギャルの登場に繋がったとも言われている。